# Заґроди (Західнопоморське воєводство)
Заґроди (пол. Zagrody, нім. Vierhof) — село в Польщі, у гміні Славобоже Свідвинського повіту Західнопоморського воєводства.
У 1975—1998 роках село належало до Кошалінського воєводства.